# Kana
|  | Per a altres significats, vegeu «Kana (desambiguació)». |

Kana és un terme genèric que es refereix a dos sil·labaris japonesos: hiragana (ひらがな) i katakana (カタカナ), que són caràcters basats en els pictogrames xinesos, o kanji (漢字), i que actualment els substitueixen o acompanyen.
El katakana s'usa per escriure aproximacions a paraules i noms estrangers que han passat a formar part del japonès. Per exemple, muixeranga es pot escriure ムセランガ. (que com que és una llengua de fonètica més pobre equivaldria a mu-se-ran'-ga )
En canvi l'hiragana es fa servir sobretot pels aspectes gramaticals de l'idioma. També es pot emprar per representar una paraula (normalment d'origen japonès, i no xinès) en lloc d'un kanji.
L'hiragana es pot escriure en petit a sobre o a la dreta de caràcters kanji poc coneguts per mostrar la seva pronunciació: això es coneix com a furigana. El furigana es fa servir sobretot en els llibres per a nens, encara que la literatura dirigida a nens petits amb pocs coneixements de kanji el poden ometre i fer servir hiragana combinat amb espais per separar les paraules.